# Диарсенид молибдена
Диарсенид молибдена — бинарное неорганическое соединение
молибдена и мышьяка с формулой MoAs2,
чёрные кристаллы.

## Получение
- Спекание стехиометрических количеств чистых веществ:

{\displaystyle {\mathsf {Mo+2As\ {\xrightarrow {1065^{o}C}}\ MoAs_{2}}}}

## Физические свойства
Диарсенид молибдена образует чёрные кристаллы
моноклинной сингонии,
пространственная группа C 2,
параметры ячейки a = 0,9071 нм, b = 0,32954 нм, c = 0,7719 нм, β = 119,37°, Z = 4. При температуре 0,41 К соединение переходит в сверхпроводящее состояние.